# Joseph-Emmanuel de La Trémoille
Joseph-Emmanuel de La Trémoille (Thouars, 7 luglio 1659 – Roma, 10 gennaio 1720) è stato un cardinale e arcivescovo cattolico francese.

## Biografia
Nacque a Thouars il 7 luglio 1659 da Louis de La Trémoille, duca di Noirmoutier, e di Renée Julie Aubéry, signora di Tilleport.
Papa Clemente XI lo elevò al rango di cardinale nel concistoro del 17 maggio 1706.
Morì il 10 gennaio 1720 all'età di 60 anni.

## Genealogia episcopale
La genealogia episcopale è:
- Cardinale Scipione Rebiba
- Cardinale Giulio Antonio Santori
- Cardinale Girolamo Bernerio, O.P.
- Arcivescovo Galeazzo Sanvitale
- Cardinale Ludovico Ludovisi
- Cardinale Luigi Caetani
- Cardinale Ulderico Carpegna
- Cardinale Paluzzo Paluzzi Altieri degli Albertoni
- Cardinale Flavio Chigi
- Cardinale Emmanuel Théodose de La Tour d'Auvergne
- Papa Clemente XI
- Cardinale Joseph-Emmanuel de La Trémoille

## Ascendenza
|                                                   |                                     |                                           | Genitori                                                   |  |  | Nonni |  |  | Bisnonni                                           |  |  | Trisnonni                                        |  |
|                                                   |                                     |                                           |                                                            |  |  |       |  |  | François de La Trémouille, marchese di Noirmoutier |  |  | Claude I de La Trémoille, barone di Noirmoutiers |  |
|                                                   |                                     |                                           |                                                            |  |  |       |  |  | François de La Trémouille, marchese di Noirmoutier |  |  | Claude I de La Trémoille, barone di Noirmoutiers |  |
|                                                   |                                     | Antoinette de Maillé de La Tour-Landry    |                                                            |  |  |       |  |  | François de La Trémouille, marchese di Noirmoutier |  |  |                                                  |  |
| Louis I de La Trémouille, marchese di Noirmoutier |                                     |                                           |                                                            |  |  |       |  |  | François de La Trémouille, marchese di Noirmoutier |  |  |                                                  |  |
|                                                   |                                     | Charlotte de Beaune, baronessa di Sauve   | Jacques II de Beaune, barone di Semblancay                 |  |  |       |  |  |                                                    |  |  |                                                  |  |
|                                                   |                                     | Charlotte de Beaune, baronessa di Sauve   | Jacques II de Beaune, barone di Semblancay                 |  |  |       |  |  |                                                    |  |  |                                                  |  |
|                                                   |                                     | Charlotte de Beaune, baronessa di Sauve   | Gabrielle de Sade                                          |  |  |       |  |  |                                                    |  |  |                                                  |  |
| Louis II de La Trémoille, duca di Noirmoutier     |                                     | Charlotte de Beaune, baronessa di Sauve   |                                                            |  |  |       |  |  |                                                    |  |  |                                                  |  |
|                                                   |                                     | Vincent Bouhier, signore di Beaumarchais  | Robert Bouhier, signore Beaumarchais                       |  |  |       |  |  |                                                    |  |  |                                                  |  |
|                                                   |                                     | Vincent Bouhier, signore di Beaumarchais  | Robert Bouhier, signore Beaumarchais                       |  |  |       |  |  |                                                    |  |  |                                                  |  |
|                                                   |                                     | Vincent Bouhier, signore di Beaumarchais  | Marie Anne Garreau, dama de la Brosse                      |  |  |       |  |  |                                                    |  |  |                                                  |  |
| Lucrèce Bouhier                                   |                                     | Vincent Bouhier, signore di Beaumarchais  |                                                            |  |  |       |  |  |                                                    |  |  |                                                  |  |
|                                                   |                                     | Marie Lucrèce Hotman                      | François Hotman, signore di Marfontaine, Fontenay e Pailly |  |  |       |  |  |                                                    |  |  |                                                  |  |
|                                                   |                                     | Marie Lucrèce Hotman                      | François Hotman, signore di Marfontaine, Fontenay e Pailly |  |  |       |  |  |                                                    |  |  |                                                  |  |
|                                                   |                                     | Marie Lucrèce Hotman                      | Lucrèce Granger de Liverdy                                 |  |  |       |  |  |                                                    |  |  |                                                  |  |
| Joseph-Emmanuel de La Trémoille                   |                                     | Marie Lucrèce Hotman                      |                                                            |  |  |       |  |  |                                                    |  |  |                                                  |  |
|                                                   | Claude Aubéry, signore di Tilleport | Jean Aubéry, signore di Tronchet          |                                                            |  |  |       |  |  |                                                    |  |  |                                                  |  |
|                                                   | Claude Aubéry, signore di Tilleport | Jean Aubéry, signore di Tronchet          |                                                            |  |  |       |  |  |                                                    |  |  |                                                  |  |
|                                                   | Claude Aubéry, signore di Tilleport | Marie Boucher                             |                                                            |  |  |       |  |  |                                                    |  |  |                                                  |  |
| Jean Aubery, signore di Tilleport                 | Claude Aubéry, signore di Tilleport |                                           |                                                            |  |  |       |  |  |                                                    |  |  |                                                  |  |
|                                                   |                                     | Cathérine Vivien                          | Jean Vivien, signore di Saint-Mars                         |  |  |       |  |  |                                                    |  |  |                                                  |  |
|                                                   |                                     | Cathérine Vivien                          | Jean Vivien, signore di Saint-Mars                         |  |  |       |  |  |                                                    |  |  |                                                  |  |
|                                                   |                                     | Cathérine Vivien                          | Marie Dolu                                                 |  |  |       |  |  |                                                    |  |  |                                                  |  |
| Renée Julie Aubery, dama di Tilleport             |                                     | Cathérine Vivien                          |                                                            |  |  |       |  |  |                                                    |  |  |                                                  |  |
|                                                   |                                     | Balthazar Le Breton, signore di Villandry | Jean Le Breton, signore di Villandry                       |  |  |       |  |  |                                                    |  |  |                                                  |  |
|                                                   |                                     | Balthazar Le Breton, signore di Villandry | Jean Le Breton, signore di Villandry                       |  |  |       |  |  |                                                    |  |  |                                                  |  |
|                                                   |                                     | Balthazar Le Breton, signore di Villandry | Anne Gédouin                                               |  |  |       |  |  |                                                    |  |  |                                                  |  |
| Françoise Le Breton                               |                                     | Balthazar Le Breton, signore di Villandry |                                                            |  |  |       |  |  |                                                    |  |  |                                                  |  |
|                                                   |                                     | Magdeleine Gillier                        | René Gillier, signore di Marmande                          |  |  |       |  |  |                                                    |  |  |                                                  |  |
|                                                   |                                     | Magdeleine Gillier                        | René Gillier, signore di Marmande                          |  |  |       |  |  |                                                    |  |  |                                                  |  |
|                                                   |                                     | Magdeleine Gillier                        | Claude de Laval, dama di Plessis-Clérembault               |  |  |       |  |  |                                                    |  |  |                                                  |  |
|                                                   |                                     | Magdeleine Gillier                        |                                                            |  |  |       |  |  |                                                    |  |  |                                                  |  |